# Hawkesbury Valley Way
Der Hawkesbury Valley Way ist eine Hauptverbindungsstraße im Osten des australischen Bundesstaates New South Wales. Er verbindet die Windsor Road südöstlich von Windsor mit der Bells Line of Road in Richmond.

## Verlauf
Der Hawkesbury Valley Way zweigt ca. 1 km südöstlich von Windsor von der Windsor Road (Met-2, S40) nach Westen ab. Dann schwenkt er nach Nordwesten und überquert in der Innenstadt von Windsor The Northern Road (Met-9). Parallel zum namensgebenden Hawkesbury River setzt er seinen Weg nach Nordosten fort, bis er Richmond erreicht. Dort setzt ihn die Bells Line of Roads (S40) fort.